# Darbuka
Darbuka (også kaldet doumbek) er en pokalformet tromme som hovedsagelig anvendes indenfor musik med oprindelse i lande omkring Mellemøsten. Dens tynde, lydhøre trommeskind og resonans giver den en markant sprød lyd. Selvom det ikke vides med nøjagtighed, hvornår disse trommer først blev fremstillet, er de kendt for at være af meget gammel oprindelse.
Traditionelt kan darbukaer være fremstillet i ler, metal eller træ. Moderne darbukaer forekommer også udført af syntetiske materialer, herunder glasfiber. Moderne metaltromler er normalt lavet i aluminium (enten støbt, spundet eller af ét stykke plade) eller kobber. Nogle aluminiumstrommer kan have en fordybning i perlemor, som udelukkende tjener et dekorativt formål. Traditionelle trommeskind var dyrehud, almindeligvis fra ged, men også fra fisk. Moderne trommer bruger almindeligvis syntetiske materialer til trommeskind, herunder mylar og glasfiber.